# Pustowijty
Pustowijty (ukr. Пустовійти) – wieś na Ukrainie, w obwodzie winnickim, w rejonie chmielnickim. W 2001 liczyła 575 mieszkańców, spośród których 563 wskazało jako ojczysty język ukraiński, 6 rosyjski, 1 mołdawski, 3 białoruski, a 2 inny.